# Crucea de piatră a lui Matei Basarab
Crucea de piatră a lui Matei Basarab este un monument istoric aflat pe teritoriul orașului Ștefănești din județul Argeș.